# Assam
Assam (Assamees: অসম; Ôxôm) is een deelstaat in het noordoosten van India. De staat heeft 31.205.576 inwoners. De kleine plaats Dispur, onderdeel van de gemeente Guwahati, fungeert als hoofdstad. Guwahati is ook de grootste stad van Assam.

## Geografie
De staat wordt voor een groot deel ingenomen door de vallei van de kilometers brede Brahmaputra en zijn vele zijrivieren, omgeven door steile dichtbegroeide heuvels. Assam is bekend vanwege de productie van hoge kwaliteit thee. Oliewinning vindt plaats sinds 1867, waarmee het historisch op de tweede plaats staat na het Amerikaanse Titusville (Texas).
Assam grenst aan de staten Arunachal Pradesh, Nagaland, Manipur, Mizoram, Tripura en Meghalaya. Haar motto is "Land of the Red River and Blue Hills".

## Geschiedenis
Zoals heel Noordoost-India, vormt het pas sinds 1827 een bestuurlijke eenheid met de rest van het subcontinent, toen het bij Brits-Indië gevoegd werd. Vanwege de hindoeïstische Ahom-koninkrijken die in de Brahmaputra-vallei sinds de 13e eeuw bestaan hebben, wordt dit gebied wel tot de Indische beschavingssfeer gerekend. Traditioneel werd met de naam Assam heel Noordoost-India aangeduid, maar na de dekolonisatie (1947) werden in de jaren zeventig van de twintigste eeuw uit delen van Assam de nieuwe bovengenoemde aangrenzende deelstaten gevormd. De nieuwe deelstaat Assam, die de volkrijkste van Noordoost-India is, kreeg een eigen hoofdstad Dispur (een buitenwijk van de grootste stad Guwahati). Shillong, de hoofdstad van Noordoost India in de koloniale tijd, kwam te liggen in de nieuwe deelstaat Meghalaya en werd daar de hoofdstad van.
In de late jaren tachtig en in de jaren negentig kwamen er steeds meer eisen voor autonomie van verschillende etnische minderheden, waaronder vooral de tribale Bodo's, die een autonoom Bodoland wilden.
De situatie wordt verder gecompliceerd door economisch gemotiveerde illegale immigratie vanuit Bangladesh, waardoor de islamitische minderheid relatief snel groeit.
Deze periode kenmerkte zich door de groei van gewapende afscheidingsbewegingen, zoals het Verenigde Front van de Bevrijding van Asom (ULFA) en het Nationaal Democratisch Front van Bodoland (NDFB). Dit alles ging gepaard met bloedvergieten die betrekkelijk weinig aandacht kregen in de internationale media, terwijl het toch al gauw om enkele honderden doden per jaar ging. Een dieptepunt was de tegen Bengali's gerichte 'Nellie slachtpartij' in februari 1983, waarbij op één dag ruim 2000 doden vielen. Dit trok wel enige aandacht in de buitenlandse media. De toegankelijkheid voor buitenlanders, ook toeristen, is tot het midden van de jaren 90 sterk beperkt gebleven.
In november 1990 zond de federale overheid van India het Indiase leger naar het gebied, dat tot klachten over mensenrechtenschendingen leidde. De legering van de Indiase strijdkrachten werd anno 2007 geïnstitutionaliseerd onder een "verenigd commando". In deze periode werden de interetnische spanningen groter.
In het begin van de 21e eeuw kwamen er nog steeds interetnische moordpartijen voor, vooral in de districten Karbi Anglong en Dima Hasao, bijvoorbeeld tijdens het conflict tussen de Hmar en de Dimasa.

## Bevolking
Bij de volkstelling van 2011 telde de staat Assam 31.169.272 inwoners, een stijging van 16,93% vergeleken met 26.638.407 inwoners in 2001. Tussen 1901 en 2011 is de bevolking van Assam bijna vertienvoudigd. In 2020 telde de staat naar schatting 35,6 miljoen inwoners.
| Jaar     | 1901      | 1911      | 1921      | 1931      | 1941      | 1951      | 1961       | 1971       | 1981       | 1991       | 2001       | 2011       |
| -------- | --------- | --------- | --------- | --------- | --------- | --------- | ---------- | ---------- | ---------- | ---------- | ---------- | ---------- |
| Inwoners | 3.289.680 | 3.848.617 | 4.636.980 | 5.560.371 | 6.694.790 | 8.028.856 | 10.837.329 | 14.625.152 | 18.041.248 | 22.414.322 | 26.655.528 | 31.205.576 |

De staat Assam heeft een lage urbanisatiegraad. In 2011 woonden 4.398.542 personen in steden, oftewel 14% van de totale bevolking van de staat. In 2011 was Guwahati met 962.334 inwoners veruit de grootste stad in de staat Assam, gevolgd door Silchar (229.136 inwoners), Dibrugarh (154.296 inwoners), Jorhat (153.889 inwoners), Nagaon (148.496 inwoners), Tinsukia (126.389 inwoners) en Tezpur (102.505 inwoners). Het overgrote deel van de bevolking van Assam, een totaal van 26.639.730 personen, was in 2011 echter woonachtig in dorpen op het platteland.
In 2011 was de alfabetiseringsgraad 73,2% van de totale bevolking ouder dan 10 jaar. De alfabetiseringsgraad onder mannen was 78,8%, terwijl 67,3% van de vrouwen kon lezen en schrijven. In de volkstelling van 2001 was de alfabetiseringsgraad nog 63,3%: 71,3% onder mannen en 54,6% onder vrouwen.

### Talen

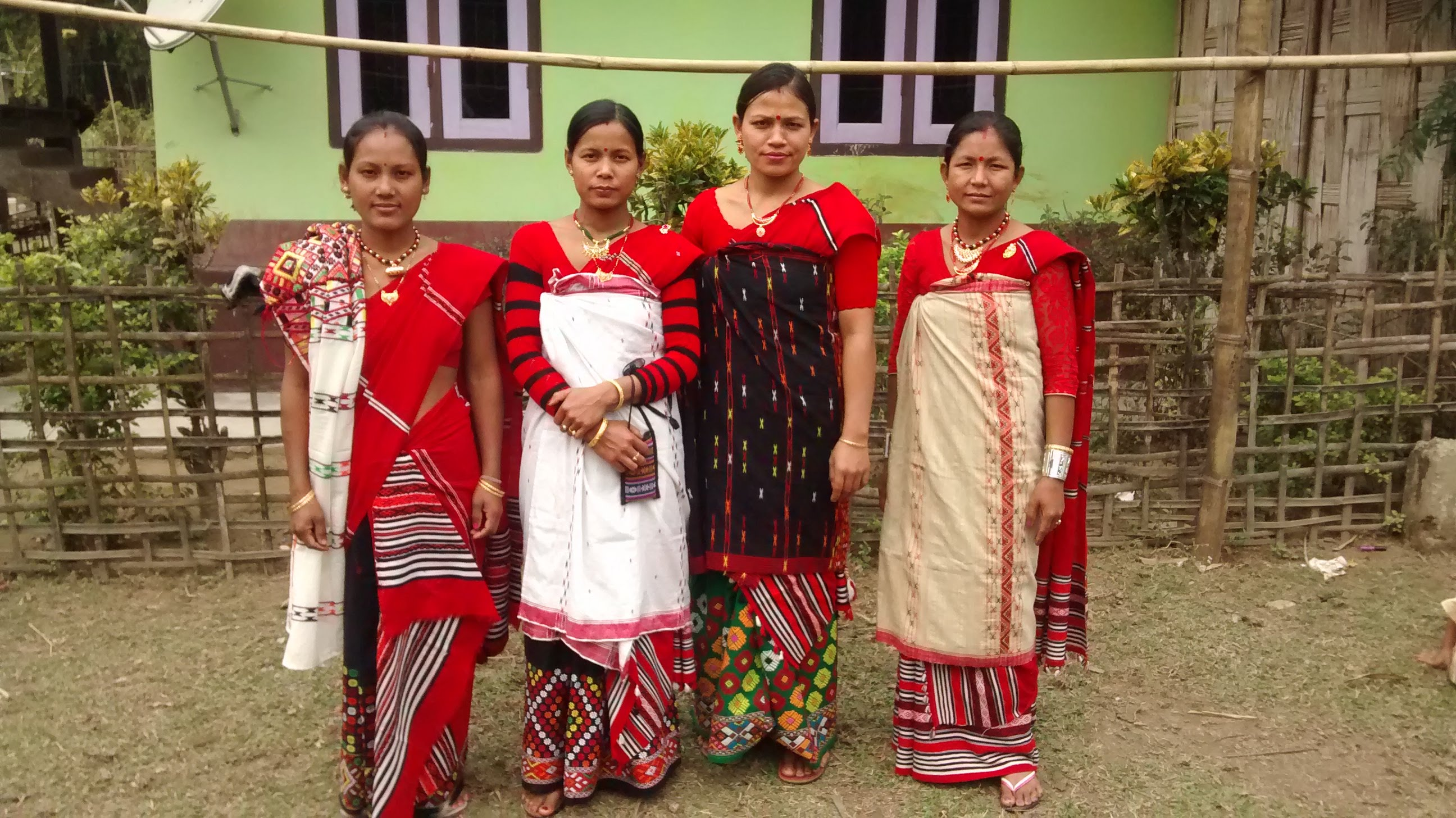
Mising-vrouwen in Assam.

Het Assamees (46,8%) en het Bengaals (28,2%) waren in 2011 de meest gesproken (moeder)talen in de staat. Kleinere minderheidstalen waren het Boro (4,5%), Hindi (3,2%), Sadri (2,3%), Mising (2%) en het Nepalees (1,9%).

### Religie

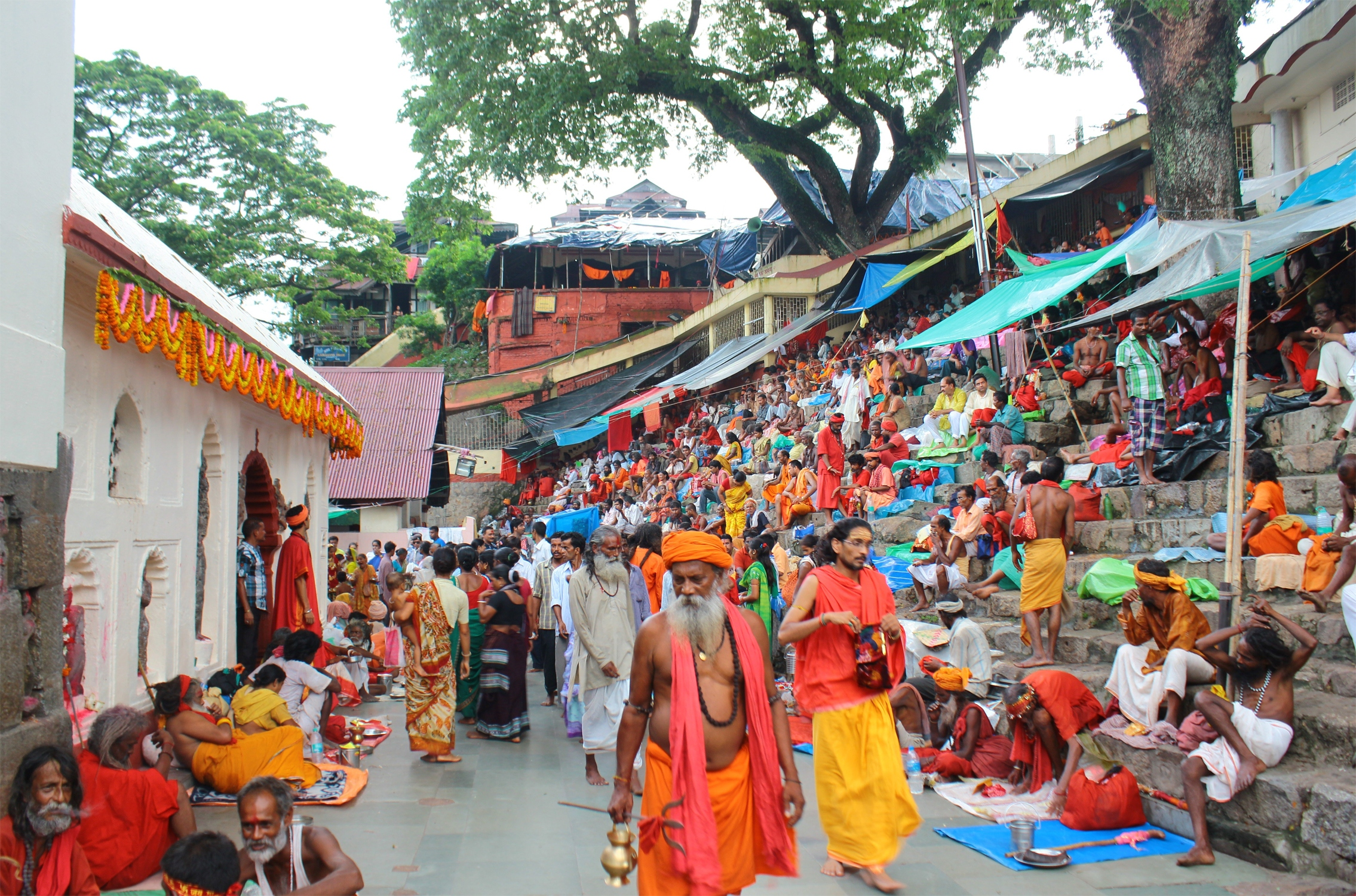
Gelovige hindoes bij de Kamakhya-tempel

Volgens de Indiase volkstelling van 2011 vormden hindoes, net als in de rest van India, de grootste religieuze groep in de staat Assam. Het hindoeïsme werd aangehangen door 61,47% van de Assamese bevolking en was de meerderheidsreligie in 18 van de 27 districten van Assam.
| Religie in Assam (2011) | Religie in Assam (2011) | Religie in Assam (2011) | Religie in Assam (2011) | Religie in Assam (2011) |
| ----------------------- | ----------------------- | ----------------------- | ----------------------- | ----------------------- |
|                         |                         |                         |                         |                         |
| Hindoeïsme              | Hindoeïsme              |                         | 61,49%                  | 61,49%                  |
| Islam                   | Islam                   |                         | 34,22%                  | 34,22%                  |
| Christendom             | Christendom             |                         | 3,74%                   | 3,74%                   |
| Boeddhisme              | Boeddhisme              |                         | 0,18%                   | 0,18%                   |
| Andere religies         | Andere religies         |                         | 0,40%                   | 0,40%                   |

De islam was de grootste minderheidsreligie. In 2011 werden er 10,7 miljoen moslims in de staat geregistreerd, oftewel ruim een derde deel van het inwonersaantal. Sinds 2001, toen er 8,2 miljoen moslims in de staat werden geregistreerd, is het percentage moslims in de staat met 3,3 procentpunten gestegen: van 30,9% naar 34,3%.  In 1901 vormden moslims nog 15% van de bevolking. In 9 van de 27 districten vormden moslims de grootste religieuze groep. 

## Bestuurlijke indeling
Assam is bestuurlijke onderverdeeld in 35 districten. Hieronder volgt een lijst van de districten:
|  | 1. Bajali 2. Baksa 3. Barpeta 4. Biswanath 5. Bongaigaon 6. Cachar 7. Charaideo 8. Chirang 9. Darrang 10. Dhemaji 11. Dhubri 12. Dibrugarh |  | 1. Dima Hasao 2. Goalpara 3. Golaghat 4. Hailakandi 5. Hojai 6. Jorhat 7. Kamrup 8. Kamrup Metropolitan 9. Karbi Anglong 10. Kokrajhar 11. Lakhimpur 12. Majuli |  | 1. Morigaon 2. Nagaon 3. Nalbari 4. Sivasagar 5. Sonitpur 6. South Salmara-Mankachar 7. Sribhumi 8. Tamulpur 9. Tinsukia 10. Udalguri 11. West Karbi Anglong |